# Alyssa Thomas
Alyssa Thomas, 12 april 1992, är en amerikansk basketspelare, som spelar för Connecticut Sun i WNBA.

## Karriär
Thomas blev vald som fjärde spelare av New York Liberty i WNBA-draften 2014. Hon ingick i det amerikanska laget som tog VM-guld 2022. Hon har vunnit VM-guld en gång i basketens 3 x 3-disciplin. Hon är uttagen till USA:s damlag i basket vid sommar-OS 2024.